# Kampung Baru Km 5
Kampung Baru Km 5 is een bestuurslaag in het regentschap Batang Hari van de provincie Jambi, Indonesië. Kampung Baru Km 5 telt 7893 inwoners (volkstelling 2010).